# ویکی‌گفتاورد
ویکی‌گفتاورد (به انگلیسی: Wikiquote)، یکی از پروژه‌های خواهر ویکی‌پدیا است که از نرم‌افزار مدیاویکی استفاده نموده و جزو پروژه‌های مبتنی بر ویکی است که توسط بنیاد ویکی‌مدیا اداره می‌گردد. هدف پروژه ویکی‌گفتاورد فراهم آوردن امکان مشارکت افراد برای ایجاد مجموعه‌ای عظیم از نقل قول‌ها از افراد برجسته، کتاب‌ها، فیلم‌ها، ضرب‌المثل‌ها و غیره یا مواردی درباره آنها، در عین تلاش برای دقت در اعتبار منشا و منابع موارد تا حد امکان است.
در ابتدا این پروژه در ۱۰ ژوئیه ۲۰۰۳ به انگلیسی راه‌اندازی گردید و تا یک سال بعد، به زبان‌های دیگر گسترش یافت. از سال ۲۰۲۴، پروژه ویکی‌گفتاورد شامل ۷۴ زبان و دارای بیش از ۳۰ هزار مقاله و ۲ هزار ویرایشگر فعال است.

## تاریخچه
ایدهٔ اصلی ویکی‌گفتاورد را دانیل الستون مطرح نموده و توسط برایان ویبر به مرحلهٔ اجرا در آمد. سایت ویکی‌گفتاورد در ۱۱ ژوئیه ۲۰۰۳ ایجاد شد. رخداد‌های برجسته این پروژه تا سال ۲۰۱۸ به شرح زیر است:
| تاریخ          | رخداد                                                                                      |
| -------------- | ------------------------------------------------------------------------------------------ |
| ۲۷ ژوئن ۲۰۰۳   | به‌طور موقت در زبان ولوف ویکی‌پدیا قرار داده شود (wo.wikipedia.org)                          |
| ۱۰ ژوئیه ۲۰۰۳  | ایجاد زیر دامنه شخصی پروژه (quote.wikipedia.org)                                           |
| ۲۵ اوت ۲۰۰۳    | ایجاد دامنه اختصاصی پروژه (wikiquote.org)                                                  |
| ۱۷ ژوئیه ۲۰۰۴  | زبان‌های جدید اضافه شد                                                                      |
| ۱۳ نوامبر ۲۰۰۴ | رسیدن شمار صفحات انگلیسی به ۲٬۰۰۰ تا                                                       |
| نوامبر ۲۰۰۴    | رسیدن شمار زبان‌های پروژه به ۲۴ زبان                                                        |
| مارس ۲۰۰۵      | رسیدن شمار صفحات انگلیسی به حدود ۳٬۰۰۰ و کل پروژه به ۱۰۰۰۰ تا                              |
| ژوئن ۲۰۰۵      | رسیدن شمار زبان‌های پروژه به ۳۴ زبان، از جمله یک زبان کلاسیک (لاتین) و یک مصنوعی (اسپرانتو) |
| ۴ نوامبر ۲۰۰۵  | رسیدن شمار صفحات انگلیسی به ۵٬۰۰۰ تا                                                       |
| آوریل ۲۰۰۶     | حذف ویکی‌گفتاورد فرانسوی به دلایل قانونی                                                    |
| ۴ دسامبر ۲۰۰۶  | ویکی‌گفتاورد فرانسوی دوباره شروع به کار کرد.                                                |
| ۷ مه ۲۰۰۷      | رسیدن شمار صفحات انگلیسی به ۱۰٬۰۰۰ تا                                                      |
| ژوئیه ۲۰۰۷     | رسیدن شمار زبان‌های پروژه به ۴۰ زبان                                                        |
| فوریه ۲۰۱۰     | رسیدن شمار صفحات کل پروژه به ۱۰۰٬۰۰۰ تا                                                    |
| مه ۲۰۱۶        | رسیدن شمار صفحات کل پروژه به ۲۰۰٬۰۰۰ تا                                                    |
| ژانویه ۲۰۱۸    | معرفی شدن پروژه در برنامه درسی مشارکت ملی بین مدارس و موسسات غیرانتفاعی (ایتالیا)          |

## معرفی

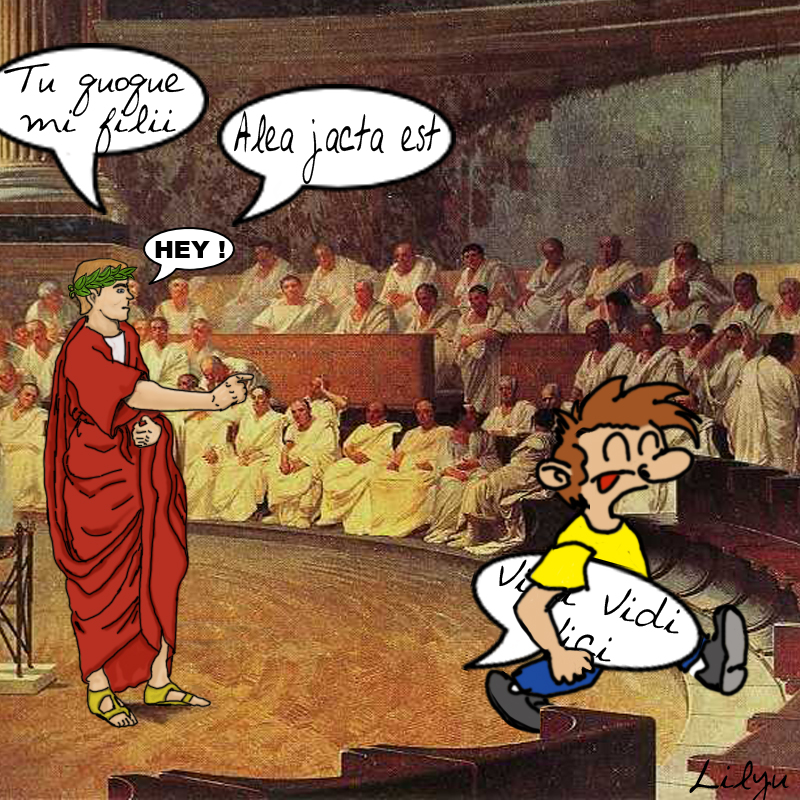
یک کاربر ویکی‌گفتاورد سخنی از سنای روم را قرض می‌گیرد. او برای مشارکت در پروژه به آن نیاز دارد.

ویکی‌گفتاورد یکی از پروژه‌های خواهر ویکی‌پدیا است که از نرم‌افزار مدیاویکی استفاده نموده و جزو پروژه‌های مبتنی بر ویکی است که توسط بنیاد ویکی‌مدیا اداره می‌گردد. هدف پروژه ویکی‌گفتاورد فراهم آوردن امکان مشارکت افراد برای ایجاد مجموعه‌ای عظیم از نقل قول‌ها از افراد برجسته، آثار، مکان‌ها، ضرب‌المثل‌ها و غیره یا مواردی درباره آنها، در عین تلاش برای دقت در اعتبار منشا و منابع موارد تا حد امکان است. ویکی‌گفتاورد یکی از معدود مجموعه‌های نقل قول آنلاین است که فرصت مشارکت را نیز برای بازدیدکنندگانش فراهم می‌کند و تلاش می‌کند تا منابع دقیقی برای هر نقل قول و همچنین اصلاح نقل‌قول‌های نادرست ارائه دهد. صفحات ویکی‌گفتاورد همچنین به مقالاتی درباره صفحات‌شان و شخصیت‌های برجسته در ویکی‌پدیا پیوند متقابل دارند.

## مشارکت‌های پروژه
از ژوئن ۲۰۲۵، پروژه ویکی‌گفتاورد برای 97 زبان وجود دارد که 74 زبان فعال و 23 زبان غیر فعال هستند. زبان‌های فعال دارای ۳۵۲٬۲۲۱ نوشتار و زبان‌های غیر فعال دارای ۶۳۸ نوشتار هستند. مجموعاً ۴٬۳۳۵٬۴۱۷ کاربر در پروژه ثبت نام کرده‌اند که از این تعداد ۱٬۵۹۹ نفر کاربر فعال هستند.
آمار ده زبان برتر پروژه ویکی‌گفتاورد بر اساس شمار مقالات فضای اصلی به شرح زیر است:
| ترتیب | زبان      | پیوند | موجود  | همه     | ویرایش    | مدیر | کاربر     | کاربر فعال | پرونده |
| ----- | --------- | ----- | ------ | ------- | --------- | ---- | --------- | ---------- | ------ |
| 1     | انگلیسی   | en    | ۵۸٬۸۹۹ | ۲۲۳٬۱۷۶ | ۳٬۷۴۵٬۶۴۹ | ۱۵   | ۳٬۲۲۱٬۰۶۴ | ۴۵۱        | ۰      |
| 2     | ایتالیایی | it    | ۵۳٬۱۷۱ | ۲۰۳٬۹۹۳ | ۱٬۳۷۹٬۰۴۹ | ۸    | ۱۰۳٬۱۴۵   | ۱۷۳        | ۲۶۴    |
| 3     | لهستانی   | pl    | ۳۰٬۵۱۱ | ۵۴٬۱۰۷  | ۶۱۰٬۰۱۸   | ۸    | ۵۹٬۱۸۳    | ۷۲         | ۱      |
| 4     | روسی      | ru    | ۱۷٬۲۷۱ | ۴۴٬۳۰۴  | ۴۲۷٬۱۷۲   | ۵    | ۱۰۹٬۲۹۶   | ۹۴         | ۰      |
| 5     | چکی       | cs    | ۱۴٬۶۴۵ | ۱۹٬۱۹۸  | ۱۶۵٬۱۲۴   | ۲    | ۲۰٬۰۹۲    | ۲۷         | ۱      |
| 6     | استونیایی | et    | ۱۳٬۶۰۳ | ۲۳٬۰۶۸  | ۱۳۲٬۵۵۵   | ۲    | ۵٬۱۴۳     | ۱۲         | ۲      |
| 7     | پرتغالی   | pt    | ۱۱٬۹۴۱ | ۳۶٬۳۸۳  | ۲۲۳٬۰۵۴   | ۴    | ۴۲٬۸۱۳    | ۴۹         | ۱      |
| 8     | اوکراینی  | uk    | ۱۱٬۲۷۹ | ۴۰٬۴۷۳  | ۱۴۹٬۸۷۳   | ۵    | ۲۰٬۰۴۷    | ۴۱         | ۰      |
| 9     | عبری      | he    | ۱۰٬۴۷۸ | ۲۰٬۶۳۴  | ۲۲۵٬۶۴۴   | ۳    | ۲۶٬۰۳۹    | ۳۰         | ۵۰۸    |
| 10    | فرانسوی   | fr    | ۹٬۷۵۲  | ۳۶٬۶۱۵  | ۴۱۹٬۹۹۶   | ۶    | ۷۸٬۹۶۳    | ۵۴         | ۰      |

برای مشاهده فهرست کامل مشارکت‌ها، آمار ویکی‌مدیا را ببینید.

## ویکی‌گفتاورد فارسی

ویکی‌گفتاورد فارسی از سال ۲۰۰۵ آغاز به کار کرد. معمولاً پربازدیدترین صفحات در ویکی‌گفتاورد فارسی، «ضرب‌المثل‌های فارسی» است. رخداد‌های برجسته ویکی‌گفتاورد فارسی تا سال ۲۰۱۷ به شرح زیر است:
| تاریخ           | رخداد                                             |
| --------------- | ------------------------------------------------- |
| ۲۶ مارس ۲۰۰۵    | آغاز به کار ویکی‌گفتاورد فارسی                     |
| ۹ آوریل ۲۰۰۵    | فارسی شدن ناموارهٔ ویکی‌گفتاورد                     |
| ۲۰ نوامبر ۲۰۰۵  | تغییر دوباره ناموارهٔ ویکی‌گفتاورد                  |
| ۴ دسابر ۲۰۰۵    | رسیدن شمار صفحات به ۱۰۰ تا (ردهٔ ششم زبان‌ها)       |
| ۱۳ ژانویه ۲۰۰۸  | رسیدن شمار صفحات به ۵۰۰ تا (ردهٔ پنجم زبان‌ها)      |
| ۲۵ اوت ۲۰۱۵     | رسیدن شمار صفحات به ۳٬۷۳۵ تا (ردهٔ دوازدهم زبان‌ها) |
| ژوئیه ۲۰۱۶      | رسیدن شمار صفحات به ۴٬۰۰۰ تا (ردهٔ یازدهم زبان‌ها)  |
| ۲۲ سپتامبر ۲۰۱۶ | رسیدن شمار صفحات به ۴٬۵۰۰ تا (ردهٔ دهم زبان‌ها)     |
| ۱۹ ژوئن ۲۰۱۷    | رسیدن شمار صفحات به ۶٬۰۰۰ تا (ردهٔ نهم زبان‌ها)     |
| ۱۵ اکتبر ۲۰۱۷   | رسیدن شمار صفحات به ۸٬۰۰۰ تا (ردهٔ ششم زبان‌ها)     |